# Ковригина, Марина Владимировна
Марина Владимировна Ковригина (род. 4 мая 1972, Красноярск) — российская самбистка и дзюдоистка, чемпионка и призёр чемпионатов России по самбо и дзюдо, чемпионка и призёр чемпионатов мира среди военнослужащих, чемпионка мира по самбо, Заслуженный мастер спорта России, тренер. Победительница и призёр многих международных турниров.

## Биография
Увлеклась борьбой в 1987 году. Окончила Дивногорское училище олимпийского резерва, а затем — институт спортивных единоборств имени Ивана Ярыгина Красноярского государственного педагогического университета. Участвовала в Олимпийских играх 1996 года в Атланте. Неоднократно признавалась лучшей спортсменкой Красноярского края. В 1998 году начала заниматься тренерской деятельностью. Тренер отделения дзюдо детско-юношеской спортивной школы олимпийского резерва Красноярска.

## Спортивные результаты
- Чемпионат СНГ по дзюдо среди женщин — ;
- Чемпионат России по дзюдо 1992 года — ;
- Чемпионат России по дзюдо 1994 года — ;
- Чемпионат России по дзюдо 1995 года — ;
- Чемпионат России по дзюдо 1996 года — ;
- Чемпионат России по дзюдо 1998 года — ;
- Чемпионат России по дзюдо 1999 года — ;
- Чемпионат России по дзюдо 2000 года — ;
- Чемпионат России по дзюдо 2001 года — ;
- Чемпионат России по дзюдо 2002 года — ;

## Известные воспитанники
- Пашина, Анна Владиславовна (1994) — дзюдоистка, призёр чемпионатов России, мастер спорта России.